# Ukrajna világörökségi helyszínei
Ukrajna területéről eddig nyolc helyszín került fel a világörökségi listára, tizenhat helyszín a javaslati listán várakozik a felvételre. 
| | Kijev: Szent Szófia-székesegyház és a kapcsolódó kolostorépületek, a Pecserszka lavra (barlangkolostor) |
| 1990, kisebb módosítás: 2005 | |
| A veszélyeztetett világörökségi helyszínek listájára került: 2023 | |
| Kulturális (I)(II)(III)(IV) | |
| Védett terület: 28,52 ha, puffer zóna: 220,15 ha, hivatkozás: 527 | |
| A kijevi Szent Szófia-katedrális a 11. században létrehozott kijevi keresztény fejedelemség jelképe, amelyet a konstantinápolyi Hagia Szophia templom mintájára és annak riválisaként terveztek. Az öthajós, négyzetes alaprajzú görög kereszt alakú templomot 1037-ben kezdték el építeni Bölcs Jaroszláv uralkodása alatt. Az 55 méter széles, 37 méter hosszú és 29 méter magas belső tér a későbbi átépítések ellenére is megőrizte bizánci jellegét. A Pecserszk Lavra (kolostor) a Dnyeper folyó partján magasodik, építését a 11. században remeték kezdték el egy barlangrendszer fölött. A mongolok és a tatárok is elpusztították, többször átépítették többek között a 17. században is, majd ezt követően teljesen újjáépítették. A barlangokat a szerzetesek temetkezőhelynek használták, bejárataik a Mindenszentek-templomnál és a Szent Anna-templomnál találhatók. Az épületegyüttesen belül három 12. századi templom maradt fenn közülük legjelentősebb a Mennybemenetel-katedrális amelyet a II. világháború után újjá kellett építeni. A kolostorhoz tartozik még egy óratorony és egy refektórium is, amik az épületkomplexum jellegzetes elemei. A 2022-ben kezdődő orosz–ukrán háború miatt a helyszín 2023-ban felkerült a veszélyeztetett világörökségi helyszínek listájára. | |

| | Lviv történelmi központja |
| 1998, kisebb módosítás: 2008 |                           |
| A veszélyeztetett világörökségi helyszínek listájára került: 2023 |                           |
| Kulturális (II)(V) |                           |
| Védett terület:120 ha, puffer zóna: 2 441 ha, hivatkozás: 211 |                           |
| A 13. században egy korábbi szláv település helyére alapított város évszázadokon át Kelet-Európa egyik virágzó közigazgatási, kereskedelmi és vallási központja volt. A jelentős kelet-nyugati kereskedelmi útvonalak és a Kárpátok hágóinak közelében fekvő település építészete itáliai és német elemeket ötvözött a kelet-európai hagyományokkal. 1349-től Lengyelországhoz tartozott, 1648-ban kozákok, 1704-ben svédek foglalták el. 1772-ben Ausztria része lett és 1918-ig a Habsburg Galícia fővárosa volt. 1945-ben került a Szovjetunióhoz, majd annak szétesése után jelenleg Nyugat-Ukrajna kulturális és közlekedési csomópontja. A városközpontban ma is felismerhető a középkori városszerkezet és megkülönböztethető az ukránok, az örmények, a zsidók, a németek, a lengyelek, az olaszok és a magyarok által lakott városrészek. Legkorábban kialakult városmagjához a felsőváros és közvetlen környezete tartozott öt templommal. Lviv legfőbb látnivalója a Piactér, közepén egy toronnyal valamint a teret szegélyező reneszánsz, barokk és klasszicista stílusban emelt épületek. A 2022-ben kezdődő orosz–ukrán háború miatt a helyszín 2023-ban felkerült a veszélyeztetett világörökségi helyszínek listájára. |                           |

| | Struve földmérő vonal |
| Észtország, Fehéroroszország, Finnország, Lettország, Litvánia, Moldova, Norvégia, Oroszország, Svédország és Ukrajna közös világörökségi helyszíne. |                       |
| 2005 |                       |
| Kulturális (I)(IV)(VI) |                       |
| Hivatkozás: 1187 |                       |
| A 19. századra a háromszögeléses módszer módszer már elérte azt a fejlettségi szintet, hogy rendszeresen alkalmazták a földméréseknél. Friedrich Georg Wilhelm von Struve német csillagász eldöntötte, hogy ezzel a módszerrel pontosan meghatározza a Föld formáját és nagyságát. A méréseket úgynevezett háromszögelési technikával, mérőpontok által meghatározott háromszöghálózat segítségével végezték. A munkát 1816-ban kezdték el és majdnem negyven évvel később 1855-ben fejezték be. A cél a tartui meridián, a Tartu városán áthaladó hosszúsági kör pontos megmérése volt. A tíz országon (Norvégia, Svédország, Finnország, Oroszország, Észtország, Lettország, Litvánia, Fehéroroszország, Ukrajna, Moldovai Köztársaság) áthaladó földmérő vonal a Jeges-tengertől a Fekete-tengerig húzódik, hossza 2820 kilométer, 258 háromszögből és 265 felsőrendű és 60 alsórendű pontból áll. A telepített mérési pontokból napjainkra 34 maradt meg. |                       |

| | A Kárpátok és más európai régiók ősbükkösei |
| Albánia, Ausztria, Belgium, Bosznia-Hercegovina, Bulgária, Csehország, Észak-Macedónia, Franciaország, Horvátország, Lengyelország, Németország, Olaszország, Románia, Svájc, Szlovákia, Szlovénia, Spanyolország és Ukrajna közös világörökségi helyszíne |                                             |
| 2007 (ukrajnai helyszínek), kiterjesztés: 2011, 2017, 2021 |                                             |
| Természeti (IX) |                                             |
| Védett terület: 98 125 ha, puffer zóna: 294 716 ha, hivatkozás: 1133 |                                             |
| Ez a határokon átnyúló, többször kiterjesztett helyszín Európa legnagyobb kiterjedésű ősbükköse, jelenleg 18 ország közös világörökségi helyszíne és összesen 94 védett területből áll. Kezdetben az Északkeleti-Kárpátok déli lejtőin, Szlovákia keleti részén és Ukrajnában található védett területhez összesen 10 természetvédelmi körzet tartozott, ezek közül hat Ukrajnában négy pedig Szlovákiában található. Ezek a védett területek egy 185 kilométer hosszú tengelyen fekszenek, tengerszint feletti magasságuk 210 és 1700 méter között váltakozik. A teljes védett övezet eredetileg háromszáz négyzetkilométert foglalt el, majd 2011-ben a helyszínt öt újabb, Németországban található bükkerdővel egészítették ki. A következő kiterjesztés óta, 2017-től a helyszínhez tartoznak mediterrán területek, az Alpok, a Dinári-hegység és a Pireneusok ősbükkösei is. Az utolsó, 2021-es kiterjesztés során bosznia-hercegovinai, csehországi, észak-macedóniai, franciaországi, lengyelországi és svájci bükkösök kerültek a világörökségi listára. Az ősbükkösöben találhatók a világ legmagasabb és legöregebb bükkfái, és megfigyelhető a bükkerdők fejlődésének valamennyi fázisa. A Kárpátokban őshonos bükkfa a Dinári-hegység mellett csak ezeken a területeken vészelte át a jégkorszakot, majd egy rövid, néhány ezer éves időszak alatt elterjedt az egész kontinensen. Az őserdők a bükkfák felbecsülhetetlen értékű genetikai tárházai. A fák mellett található ökoszisztéma magán viseli a jégkorszak utáni élővilág valamennyi jellegzetességét, gazdag növény és állatvilágnak, köztük több védett fajnak nyújt életteret. |                                             |

| | Bukovina és Dalmácia ortodox metropolitáinak székhelye |
| 2011 |                                                        |
| Kulturális (II)(III)(IV) |                                                        |
| Védett terület: 8 ha, puffer zóna: 244,85 ha, hivatkozás: 1330 |                                                        |
| A Csernovic szélén elterülő épületkomplexum a korai historizmus kiemelkedő példája, az ortodox egyház hatalmának megtestesítője. A cseh származású építész, Josef Hlavka tervei szerint építették 1864 és 1882 között. Egy papneveldéből, egy templomból, egy kolostorból és egy parkból áll. Az épületeken gótikus és barokk jellegzetességek mellett bizánci elemek ismerhetők fel, ezek közül legszembetűnőbb a görög kereszt alaprajzú kupolás templom. A díszítőelemek ezzel szemben a helyi népművészet hatásáról tanúskodnak. A Gyülekező Terem eredeti tetőszerkezetét 1942-ben egy tűzvész elpusztította ezt az 1950-es években pótolták. 1945-ben védetté nyilvánították, 1955-től az épületegyüttesben egyetem működik, amellyel a városi tanács évente egyeztet az állagmegóvási munkákról. |                                                        |

| | Lengyelország és Ukrajna fatemplomai |
| Lengyelország és Ukrajna közös világörökségi helyszíne |                                      |
| 2013 |                                      |
| Kulturális (III)(IV) |                                      |
| Védett terület: 7,03 ha, puffer zóna: 92,73 ha, hivatkozás: 1424 |                                      |
| A Kárpátok Lengyelországban és Ukrajnában elterülő részén álló tizenhat a 16. és a 19. század között emelt fatemplom az egykor széles körben elterjedt, és a szláv népeknél mai napig is élő ortodox fatemplom építészet kiemelkedő példája. A templomok szerkezetére a hármas felosztás, piramis alakú kupolák és harangtornyok jellemzőek. A vízszintesen elhelyezett farönköket a sarkoknál bonyolult összeillesztésekkel látták el, amelyek magas szintű szakmai tudást igényeltek. Az épületek kőalapra emelték, küszöbük szintén fából készült, falaikat és a tetőt is fazsindellyel borították be. A falak és a tető borítását 20-30 évenként meg kell újítani, ezeket a munkákat a közelmúltban elvégezték így az épületek jó állapotban vannak. A templomok megőrizték eredeti bejáratukat rajtuk az építkezés évszámával és az ácsok nevével. A templomok mellett temetőket alakítottak ki, és időnként harangtornyot is építettek. Az így kialakult épületegyütteseket fallal vették körül. A 16 templom közül 13-at jelenleg is templomként használnak, a fennmaradó hármat múzeumnak alakították át. |                                      |

| | Herszon ókori város romjai |
| 2013 |                            |
| Kulturális (II)(V) |                            |
| Védett terület: 259,37 ha, puffer zóna: 3 041,08 ha, hivatkozás: 1411 |                            |
| Herszont az i. e. 5. században alapították dór görög telepesek a Krím-félsziget délnyugati részén. A görög polisz és a hozzá tartozó környező területek az i. e. 4. és az i. e. 3. században a görög gyarmatosítás egyik fontos központjai voltak a térségben. Ma is látható épületmaradványai az i. e. 5. századtól a 13. századig terjedő időben épültek, a városhoz tartozó szétszórt településmaradványokat egy tízezer hektáros területen azonosítottak. A város, amely kétezer éven keresztül megőrizte stratégiai fontosságát kereskedelmi csomópont volt, először a görög érdekszféra északnyugati részének egyik központjaként ahol kapcsolatban álltak többek között a szkítákkal is, később a római, bizánci, és a Fekete-tenger északi részén élő népek kereskedelmi partnereként. A városközponton kívül elhelyezkedő mezőgazdasági területeken veteményeskertek, falak, erődök, és kisegítő épületek maradványait tárták fel. A város 40 hektáros területéből eddig 10 hektáron folytattak ásatásokat, ami lehetővé tette a város történelmének és fejlődésének nyomon követését. A környező területeken eddig kevésbé vizsgálták, de szerkezete és kiterjedése így is ismertté vált. A 20. századi építkezések során a városközpont egy része megsemmisült mivel Szevasztopol külvárosa közel esik a romterülethez. |                            |

| | Odessza óvárosa |
| 2023 |                 |
| A veszélyeztetett világörökségi helyszínek listájára került: 2023 |                 |
| Kulturális (I)(II)(III)(IV)(V) |                 |
| Hivatkozás: 1703 |                 |
| Odessza a 18.-19. századokban vált kikötővárossá. Egy multikulturális város, otthona volt a bolgároknak, görögöknek, örményeknek, zsidóknak, olaszoknak, moldávoknak, lengyeleknek, oroszoknak, románoknak, tatároknak és ukránoknak, akiknek hagyományai egy évszázadon belül egy társadalmi-kulturális környezetté keveredtek. Odesszában megtalálható jónéhány 19. századi épület, beleértve a Primorszkij körutat, a Potemkin lépcsőket, és az Odesszai operaházat (ez látható a képen). A helyszín azonnal felkerült a veszélyben lévők listájára a 2022-es orosz invázió miatt. |                 |

## Javaslati lista
| Kép | Helyszín | Felvétel    | Terület                                                                 | Besorolás  | Kritériumok       | Hivatkozás |
| --- | --- | ----------- | ----------------------------------------------------------------------- | ---------- | ----------------- | ---------- |
|     | Csernyihiv történelmi belvárosa, 9-13.század                                                                           | 1989.09.13. | Csernyihivi terület                                                     | Kulturális | (I)(II)(IV)       | 668        |
|     | Kamjanec-Pogyilszkij vára                                                                                              | 1989.09.13. | Hmelnickiji terület                                                     | Kulturális | (I)(II)(IV)       | 670        |
|     | Tarasz Sevcsenko síremléke és Állami Történelmi és Kulturális Múzeum                                                   | 1989.09.13. | Cserkaszi terület                                                       | Vegyes     | N/A               | 672        |
|     | Askania Nowa Nemzeti Sztyeppe és Bioszféra Rezervátum                                                                  | 1989.09.13. | Herszoni terület                                                        | Kulturális | (X)               | 673        |
|     | Szofijivka dendrológiai park                                                                                           | 2000.06.20. | Cserkaszi terület                                                       | Vegyes     | N/A               | 674        |
|     | A krími kánok palotája, Bagçesaray                                                                                     | 2003.07.07. | Krími Köztársaság                                                       | Kulturális | (I)(III)(V)(VI)   | 1820       |
|     | Kamyana Mohyla régészeti helyszín                                                                                      | 2006.08.11. | Zaporizzsjai terület                                                    | Kulturális | (III)(VI)         | 5075       |
|     | Mikolajiv csillagászati obszervatóriuma                                                                                | 2007.03.12. | Mikolajivi terület                                                      | Kulturális | (II)(IV)          | 5116       |
|     | A Szudáki vár műemlékei                                                                                                | 2007.03.12. | Krími Köztársaság                                                       | Kulturális | (II)(IV)(V)       | 5117       |
|     | Ukrajna csillagászati obszervatóriumai                                                                                 | 2008.01.30. | Mikolajivi terület, Kijevi terület, Odesszai terület, Krími Köztársaság | Kulturális | (II)(IV)(VI)      | 5267       |
|     | Szent Szófia-székesegyház és hozzátartozó kolostorai épületek, Szent Cyril és Szent András templomai, Pecserszka lavra | 2009.01.26. | Kijev                                                                   | Kulturális | (I)(II)(III)(IV)  | 5423       |
|     | Kikötők és erődítmények a genovai kereskedelmi útvonalakon                                                             | 2010.09.16. | Mikolajivi terület, Kijevi terület, Odesszai terület, Krími Köztársaság | Kulturális | (II)(IV)          | 5575       |
|     | Gótia barlangvárosainak kulturális tája                                                                                | 2012.09.24. | Krími Köztársaság                                                       | Vegyes     | (III)(V)(VI)(VII) | 5773       |
|     | A krími kánok fővárosának történelmi környéke Bahcsisarájban                                                           | 2012.09.24. | Krími Köztársaság                                                       | Kulturális | (II)(III)(V)(VI)  | 5774       |
|     | Derzsprom, egy állami épület                                                                                           | 2017.04.27. | Harkivi terület                                                         | Kulturális | (IV)              | 6249       |
|     | Tyras-Bilhorod, a Fekete- tengertől a Balti-tengerig                                                                   | 2019.07.22. | Odesszai terület                                                        | Kulturális | (II)(IV)(VI)      | 6426       |